# Kajsa Ernst
Anna-Karin Linnéa Ernst (ur. 4 sierpnia 1962 w Göteborgu) – szwedzka aktorka.

## Wybrana filmografia
- 2003 - Miffo jako Sonja
- 2004 - Opowieści z Dalarny jako Eivor